# King's Company
La King's Company, la « Troupe du roi », était l'une des deux compagnies ayant obtenu du roi Charles II le droit de monter des représentations théâtrales à Londres au début de la Restauration anglaise, après la fermeture des théâtres imposée pendant dix-huit ans par le régime puritain. L'autre compagnie était la Duke's Company. La King's Company exista de 1660 à 1682.

## Historique

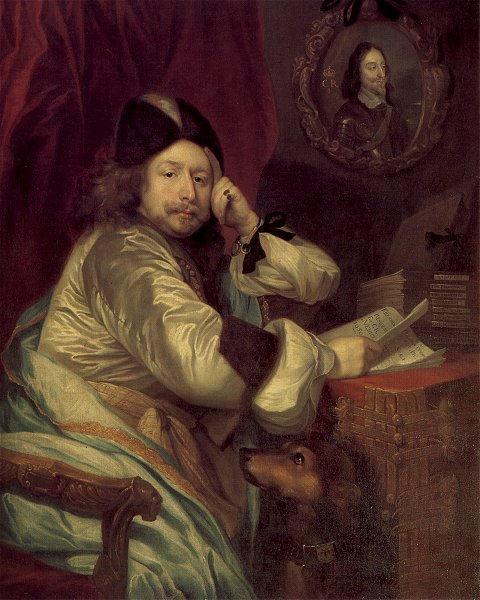
Thomas Killigrew
Portrait par William Sheppard (1650).

Le 21 août 1660, Charles II accorda à Thomas Killigrew et à  Sir William D'Avenant le privilège temporaire de former chacun une compagnie théâtrale. La Troupe du roi de Killigrew se trouvait sous la protection de Charles lui-même, tandis que celle de Davenant, la Duke's Company (« la Troupe du duc ») était placée sous le patronage de son frère, le duc d'York, futur Jacques II. Les privilèges temporaires furent remplacés par la suite par des lettres patentes, le 25 avril 1662 dans le cas de Killigrew, scellant un monopole héréditaire sur le théâtre pour les titulaires de ces titres.
La Troupe du roi s'installa tout d'abord provisoirement au Red Bull Theatre, situé St John Street à Clerkenwell, puis, de manière plus durable, dans un ancien court de tennis transformé en théâtre, le Gibbon's Tennis Court, situé Vere Street, près de Lincoln's Inn Fields. C'est dans ce lieu que la troupe débuta le 8 novembre 1660 par la première partie de Henri IV de William Shakespeare. C'est là également que douze jours plus tard, Samuel Pepys vit pour la première fois de sa vie, et à son grand plaisir, des femmes sur scène lors de la reprise de Beggars' Bush de John Fletcher.
Pour répondre à la concurrence de la Troupe du duc, qui s'était installée aussi dans un ancien court de tennis, Lisle's Tennis Court, mais qui avait pris plus de temps pour l'aménager, Killigrew acheta en 1661 un petit terrain proche de Drury Lane, et y fit construire un théâtre, qui ouvrit en 1663. Appelé à l'époque « King's Playhouse », c'est aujourd'hui le Théâtre de Drury Lane. Il brûla totalement le 25 janvier 1672, et fut reconstruit de façon plus grandiose par Christopher Wren. Pendant les deux ans que dura la resconstruction, la Troupe du roi utilisa Lisle's Tennis Court abandonné par d'Avenant. Rebaptisé « Théâtre Royal de Drury Lane », le nouveau théâtre de Killigrew accueillit deux mille spectateurs le jour de son inauguration par Charles II, le 26 mars 1674. John Dryden en fut le dramaturge consacré et applaudi.
Killigrew vendit la majorité de ses parts au début des années 1670, et la direction passa, à partir de 1671, dans les mains de son fils, Charles, assisté de l'acteur Hart. Mais les soucis d'argent et les dissensions internes de la troupe affaiblissaient la compagnie, qui résistait de plus en plus mal à la concurrence de la troupe rivale. En 1682, la Troupe du roi fut contrainte de fusionner avec celle du duc, formant l'United Company, sous la direction des personnes de la Troupe du duc. Killigrew mourut peu après.

## Membres de la troupe

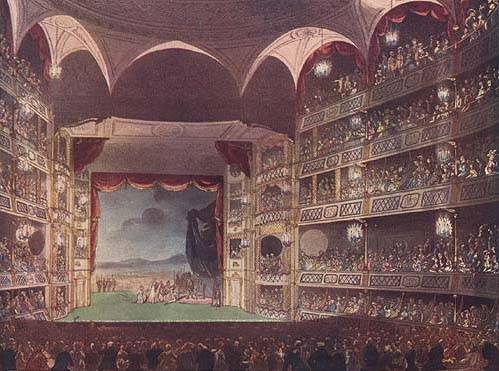
Intérieur du théâtre de Drury Lane vers 1808

Au moment de sa fondation, la Troupe du roi disposait d'une grande partie des acteurs les plus expérimentés encore en activité ; Michael Mohun, Charles Hart, John Lacy, Edward Kynaston, Walter Clun, et Thomas Betterton faisaient partie de la troupe initiale. Betterton fut « incité » à quitter la Troupe du roi pour celle du duc peu de temps avant que Edward Montagu, le Lord Chambellan de l'époque, publiât une ordonnance interdisant de tels transferts d'une troupe à l'autre. Cette interdiction serait rappelée dans les lettres patentes de 1662. Les acteurs se trouvèrent liés par contrat à une seule compagnie, et étaient considérés comme les serviteurs du roi ou du duc, sous la protection du Lord Chambellan.
Le 28 janvier 1661, quinze membres de la Troupe du roi — Thomas Killigrew, Sir Robert Howard, et treize acteurs — signèrent un bail avec le duc de Bedford pour l'emplacement du nouveau théâtre de Drury Lane, un accord qui définissait aussi les actionnaires de la compagnie. Les treize acteurs/actionnaires étaient Hart, Mohun, Lacy, Clun, Kinaston, Richard Baxter, Theophilus Bird, Nicholas Blagden, Nicholas Burt, William Cartwright, Thomas Loveday, Robert Shatterell, et William Wintershall.
Killigrew agrandit rapidement sa troupe en y intégrant en 1661 les premières actrices du théâtre anglais : Margaret Hughes, Anne Marshall, Mary Knep, Elizabeth Boutell, Katherine Corey, Elizabeth Cox, Elizabeth James, et, la plus célèbre de toutes, Nell Gwyn, qui débuta en 1665 dans The Indian Queen, et qui conquit le roi en 1669 en jouant Tyrannic Love.
Killigrew, en s'engageant dans cette entreprise théâtrale, était motivé davantage par l'aspect financier que par le côté artistique. Durant une grande partie des années 1660, il ne sembla pas beaucoup s'occuper de l'administration courante de l'entreprise, laissant cette tâche aux acteurs plus âgés, tels que Hart, Lacy, and Mohun. Killigrew n'exerça pas — il en aurait été d'ailleurs sans doute incapable — un réel contrôle de la direction artistique de la compagnie.